# Lecong
Lecong (kinesiska: 乐从) är en köping (zhen) i sydöstra Kina. Den ligger i stadsdistriktet Shunde i staden Foshan i provinsen Guangdong, omkring 27 kilometer sydväst om provinshuvudstaden Guangzhou. Antalet invånare är 259 795. Befolkningen består av 114 954 kvinnor och 144 841 män. Barn under 15 år utgör 12,0 %, vuxna 15-64 år 83 %, och äldre över 65 år 4,0 %.